# Зенит-Д
«Зени́т-Д» («Зени́т-автома́т Д») — малоформатный однообъективный зеркальный фотоаппарат, выпускавшийся на Красногорском механическом заводе (КМЗ) в 1969—1970 годах. Опытные образцы, собранные в 1967 году, стали первыми в мире системными зеркальными фотоаппаратами с автоматическим управлением экспозицией в режиме приоритета диафрагмы. Contarex SE получил автомат выдержки только в 1968 году. В СССР «Зенит-Д» стал вторым зеркальным автоматом после «Киева-10» с приоритетом выдержки.
По ряду причин серийное производство фотоаппарата ограничилось несколькими сотнями некомплектных экземпляров. Из них всего 63 собраны полностью. Поэтому «Зенит-Д» считается одним из самых редких советских фотоаппаратов, представляющих значительную коллекционную ценность.

## История создания
В «Зените-Д» был применён принцип управления экспозицией автоматическим выбором выдержки в зависимости от установленной вручную диафрагмы. Принцип был предложен инженером ГОИ И. А. Державиным, поэтому в названии и использована буква «Д», сокращённо обозначающая «автомат Державина». Опытные камеры с электронным управлением выдержкой по этой схеме отрабатывались на КМЗ с 1962 года.
Фокальный затвор «Зенита-Д» с независимым движением шторок и аналоговой полупроводниковой схемой управления создан на основе механического затвора камеры «Зенит-7». Благодаря уникальной конструкции, реализована бесступенчатая ручная регулировка выдержек: при промежуточных положениях головки отрабатывались их дробные значения. Байонетное крепление оптики также аналогично этой камере. Опытные экземпляры имели автоспуск, на серийных его не было.
Дизайн и эргономика камеры заметно отличали «Зенит-Д» от современных ему аналогов. Характерный для зеркальных фотоаппаратов выступ пентапризмы над верхним щитком отсутствовал из-за размещённых вокруг нее полупроводниковых элементов автоматики. Официально завод выпустил 25 серийных фотоаппаратов в 1969 году и 38 — в 1970, после чего производство этой передовой, но довольно сложной и дорогой камеры было прекращено. Фактически завод изготовил, вероятно, до двухсот экземпляров, включая опытные образцы.

## Конструкция и характеристики
- Размер кадра — 24×36 мм.
- Плёнка — тип 135.
- Число кадров — 36.
- Выдержки затвора:
  - в автоматическом режиме — от 1/30 до 1/500 с[10];
  - в ручном режиме — от 1/2 до 1/1000 с и «B» (от руки).
- Основной объектив — «Гелиос-44Д» 2/58 мм с механизмом нажимной диафрагмы. Минимальное расстояние фокусировки — 0,5 м.
- Видоискатель — зеркальный, с пентапризмой, фокусировочный экран — линза Френеля с микрорастром. Размер поля изображения видоискателя — 22×32,5 мм. В видоискателе индицируется рабочее значение диафрагмы.
- Увеличение окуляра видоискателя — 5×.
- Резьба штативного гнезда — 1/4".
- Выдержка синхронизации — 1/125 с.
- Затвор — фокальный, с аналоговым электронным управлением, с горизонтальным ходом матерчатых шторок. Допускает плавную установку выдержек.
- Экспонометр с внешним фотоприёмником (фоторезистор). Автоматическая установка экспозиции с приоритетом диафрагмы. Диапазон чувствительности плёнки — от 16 до 500 единиц ГОСТ. При использовании сменных объективов без механизма нажимной диафрагмы необходимо вводить в экспонометр рабочее значение диафрагмы рукояткой на камере.
- Источник питания — встроенная батарея из четырёх никель-кадмиевых аккумуляторов Д-0,06 с внешним зарядным устройством. Один заряд батареи позволял сделать около 300 снимков.
- Фокусировка — ручная.
- Транспортировка плёнки — ручная, курком, сблокированным со взводом затвора.
- Крепление оптики — специальный байонет, сменные адаптеры для объективов с резьбой М39×1/45,2 и М42×1/45,5.
- Съёмный кронштейн с обоймой для крепления фотовспышки, синхронизация через кабельный синхроконтакт.
- Габариты (без футляра и кронштейна) — 152×94×108 мм.
- Масса со штатным объективом без футляра — 1200 г.
- Корпус металлический, с откидной задней стенкой, прямоугольной формы без характерного «горба» над пентапризмой. Кнопка спуска установлена наклонно на передней стенке камеры, как на аппаратах «Pentacon» и «Praktica». Диск установки выдержек — на задней стенке.

## Варианты
В конце 2009 года продавец из Минска предложил на аукционе eBay вариант камеры «Зенит-Д», предназначенный для использования в составе фотоустановки специального назначения. Судя по внешнему виду, камера не имеет экспонометра и вообще органов управления экспозицией, и приспособлена для работы с внешним приводом перемотки и спуска. Есть указания, что эта установка под названием «Негус» была разработана в 1970-е годы по заказу КГБ СССР, и комплектовалась специальным зум-объективом с диапазоном фокусных расстояний 500-3000 мм для наблюдения с больших расстояний.